# Arces
Arces är en kommun i departementet Charente-Maritime i regionen Nouvelle-Aquitaine i västra Frankrike. Kommunen ligger  i kantonen Cozes som ligger i arrondissementet Saintes. År 2022 hade Arces 715 invånare.

## Befolkningsutveckling
Antalet invånare i kommunen Arces
Referens:INSEE